# ヨーゼフ・ズーダー
ヨーゼフ・ズーダー（Joseph Suder, 1892年12月12日 - 1980年9月13日）は、ドイツの作曲家。
マインツに生まれ、1911年よりミュンヘンの音楽アカデミー（現ミュンヘン音楽・演劇大学）で学ぶ。1952年から1962年までミュンヘンのオスカル・フォン・ミラー工科大学（現ミュンヘン専門大学）の合唱団・管弦楽団の指導にあたった。作品には交響的音楽、室内交響曲、オペラ『馬子にも衣装』、ミサ曲『平和を我らに』などがある。晩年は長らく病気を患い、1980年にミュンヘンで死去。